# Georgievskij-traktaten
Georgievskij-traktaten (russisk: Георгиевский трактат; georgisk: გეორგიევსკის ტრაქტატი) var en traktat mellem Det Russiske Kejserrige og det georgiske kongedømme Kartli-Kakheti indgået den 24. juli 1783. Traktaten gjorde det østlige Georgien til et russisk protektorat, hvor Rusland garanterede protektoratets grænser og Begrationi-dynastiets forbliven ved magten mod til gengæld at kunne føre kongedømmets udenrigspolitik. Det østlige Georgien kunne derved frigøre sig fra Persien og til dels Det Osmanniske Rige, der begge i årevis havde domineret området.

## Traktatens konsekvenser
Indgåelsen af traktaten viste sig umiddelbart at medføre negative konsekvenser for georgierne, da Persiens regent Agha Mohammad Khan efter traktatens indgåelse invaderede Georgien for at sikre Persiens interesser i det georgiske kongedømme, der tidligere havde været en persisk vasalstat. Rusland hjalp ikke det georgiske kongedømme under invasionen og under det for georgierne katastrofale slag ved Krtsanisi i slutningen af 1795, der førte til, at Tiflis blev plyndret og resten af Georgien (og det vestlige georgiske kongedømme Imereti) blev hærget af perserne. Tusindvis af georgiere blev massakreret og 15.000 georgiere blev tilfangetaget og sendt til Persien som slaver.
Katharina den Store erklærede krig mod perserne og sendte i begyndelsen af 1796 en hær til Transkaukasien, der i løbet af 1796 drev perserne ud af Transkaukasus. Katharina døde imidlertid i november 1796, og hendes efterfølger på tronen, Paul 1. trak tropperne hjem til Rusland.
I de følgende år søgte perserne af fjerne alle kristne i det østlige Georgien og Armenien, hvilket dog ikke lykkedes. I 1799 blev russiske tropper udstationeret i Kartli-Kakheti. Interne stridigheder i den georgiske kongefamilie om arvefølgen og den georgiske konge anmode i hemmelighed den russiske zar om at regere landet fra Sankt Petersborg mod til gengæld at lade kongen fortsætte som landets formelle konge. Den fortsatte trussel fra Persien var også medvirkende til kongens anmodning til russerne.
Paul 1. udstedte herefter den 18. december 1800 et dekret, hvorefter Rusland annekterede kongedømmet og afsatte kongefamilien. Paul 1. døde kort efter. Efterfølgeren, Aleksandr 1., bekræftede annekteringen den 12. september 1801.
Rusland besejrede perserne i Den russisk-persiske krig (1804-13), og som led i fredsaftalen måtte perserne opgive alle krav på det østlige Georgien til fordel for Det russiske kejserrige.